# Manuel Torres (labdarúgó, 1930)
Manuel Torres Pastor (Teruel, 1930. április 19. – Zaragoza, 2014. március 14.) spanyol labdarúgó, hátvéd.

## Pályafutása
1953 és 1961 között a Real Zaragoza labdarúgója volt. 1957-ben egy rövid ideig a Real Madrid játékosa lett, ahol bajnoki mérkőzésen nem szerepelt, de az 1956–57-es BEK-döntőn játszott és így tagja volt a BEK-győztes  csapatnak.

## Sikerei, díjai
Real Madrid
- Bajnokcsapatok Európa-kupája (BEK)
  - győztes: 1956–57